# 땅꽃
땅꽃(스페인어: flor de tierra, 학명: Lennoa madreporoides 렌노아 마드레포로이데스[*])은 땅꽃과의 단형 속인 땅꽃속(--屬, 학명: Lennoa 렌노아[*])에 속하는 유일한 종이다. 과거에는 지치과 아래의 땅꽃아과(Lennooideae)로 분류하기도 했으나, 지치목 워킹 그룹(Boraginales Working Group)의 2016년 분류에서는 분자계통학적 근거에 따라 별개의 과로 재분류했다.